# Quislings Siste Dager
Quislings Siste Dager (internationaler englischsprachiger Titel Quisling – The Final Days) ist ein Filmdrama von Erik Poppe. Der Film erzählt eine fiktive Geschichte über die letzten Lebenstage des Nazi-Kollaborateurs Vidkun Quisling, der von 1942 bis 1945 als Ministerpräsident von Norwegen eine von der deutschen Besatzungsmacht eingesetzte Marionettenregierung geführt hatte. Gespielt wird dieser von Gard B. Eidsvold. In weiteren Hauptrollen spielen Lisa Carlehed, Anders Danielsen Lie und Lisa Loven Kongsli. Quislings Siste Dager ist Poppes dritter Film in einer Trilogie nach The King’s Choice – Angriff auf Norwegen und Utøya 22. Juli über „Mächte, die unsere Demokratie bedrohen“. Der Film feierte im August 2024 beim Norwegischen Filmfestival in Haugesund seine Premiere und kam im September 2024 in die norwegischen Kinos.

## Handlung
Am 5. Mai 1945 hält der norwegische Ministerpräsident Vidkun Quisling seine letzte Radioansprache an das Volk. Der Nazi-Kollaborateur führte die letzten drei Jahre eine von der deutschen Besatzungsmacht eingesetzte Marionettenregierung. Als er sich einige Tage später bei der Polizei in der Møllergata 19 am Youngstorget in Oslo meldet, wird er zu seiner großen Überraschung verhaftet.
Man steckt den Landesverräter die letzten Tage seines Lebens in eine Zelle in der Festung Akershus. Quisling soll für seine Taten und Verbrechen im Namen der Nazi-Ideologie zur Rechenschaft gezogen werden. In diesen Tagen führt er lange Gespräche mit dem Priester Peder Olsen. Bischoff Berggrav hatte ihn gebeten, ihm seelischen Beistand zu leisten. Quisling ist davon überzeugt, nichts falsch gemacht zu haben. Ganz im Gegenteil. Er glaubt, er habe Norwegen und die anderen nordischen Länder sogar vor den schlimmsten Schrecken des Krieges bewahrt.
Nach einem mehrmonatigen Prozess wird Quisling ohne Vorwarnung am 24. Oktober 1945 mitten in der Nacht erschossen.

## Biografisches

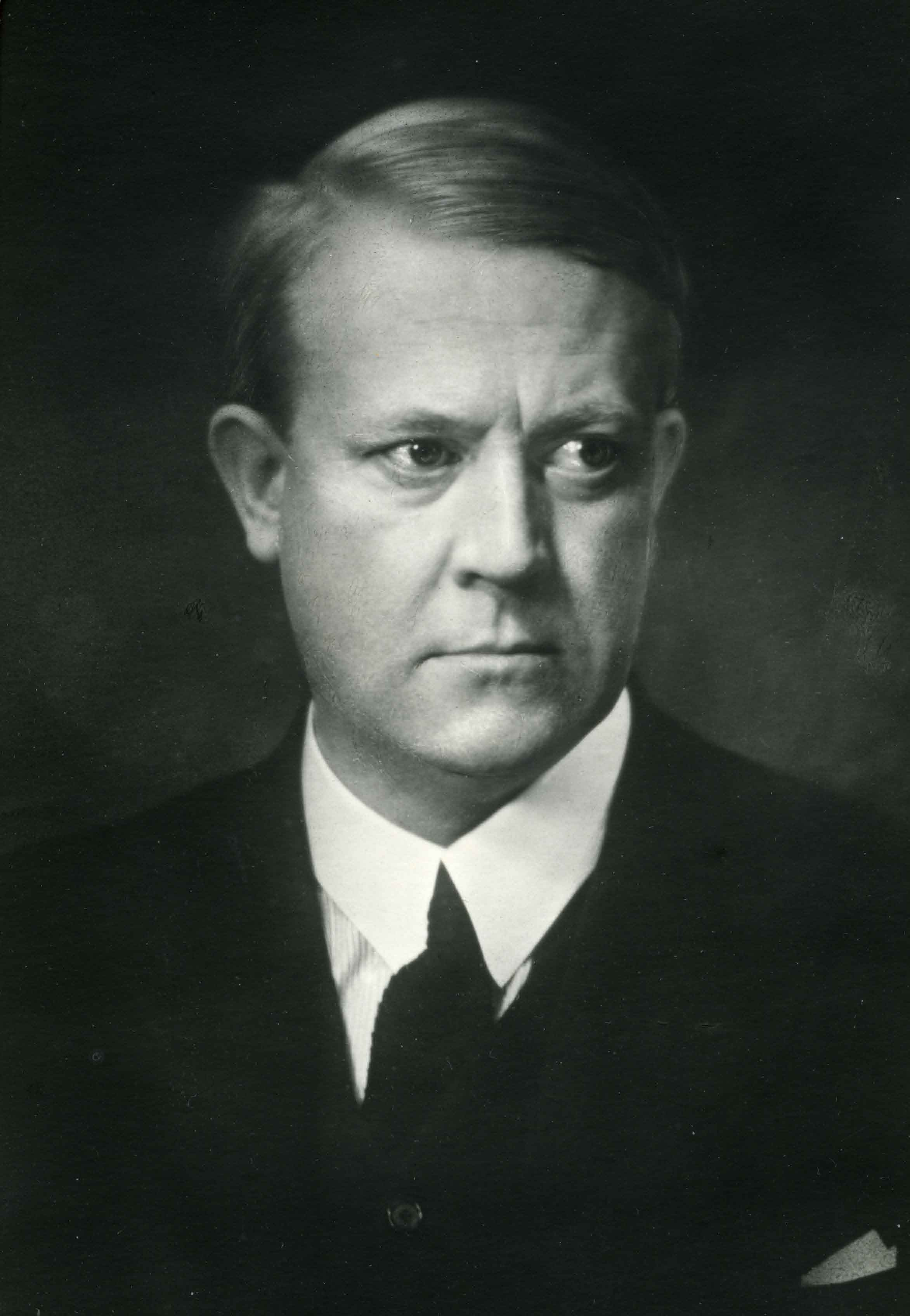
Vidkun Quisling führte von 1942 bis 1945 als Ministerpräsident von Norwegen eine von der deutschen Besatzungsmacht eingesetzte Marionettenregierung

Der norwegische Offizier und Politiker Vidkun Quisling war von 1931 bis 1933 norwegischer Verteidigungsminister und im Anschluss Parteiführer des von ihm gegründeten faschistischen Nasjonal Samling. Nachdem die gewählte sozialdemokratische Regierung unter Johan Nygaardsvold aufgrund der Besetzung Norwegens durch das nationalsozialistische Deutschland ins Exil hatte flüchten müssen, führte er von 1942 bis 1945 als Ministerpräsident von Norwegen eine von der deutschen Besatzungsmacht eingesetzte Marionettenregierung. Bis heute – so heißt es – gilt der Name Quisling als der Inbegriff von Kollaboration und Verrat. Bereits ab 1941 diente Quisling die in Oslo gelegene Villa Grande als Residenz. Hier wohnte er mit seiner Frau Maria bis zu seiner Verhaftung am 9. Mai 1945. Quisling selbst gab seinem Domizil in Anlehnung an die nordische Mythologie den Namen „Gimle“, der Ort, an dem sich die Überlebenden von Ragnarök im Himmel versammeln.

## Produktion

### Regie und Drehbuch
„Es ist, als ob man auf einmal mit Putin in einem Fahrstuhl feststeckt – wo soll man anfangen?“

Regie führte Erik Poppe. Quislings Siste Dager ist sein dritter Film in einer Trilogie über "dunkle Mächte, die unsere Demokratie bedrohen". Die ersten beiden Filme waren The King’s Choice – Angriff auf Norwegen, der die Situation in Norwegen unmittelbar nach Einmarsch der Wehrmacht im April 1940 schildert, als sich der norwegische König Haakon den Nationalsozialisten beim Überfall in den Weg stellte, indem er vergeblich versuchte, Demokratie und nationale Unabhängigkeit zu verteidigen, und Utøya 22. Juli über das Massaker vom 22. Juli 2011, das 69 Opfer auf der norwegischen Insel Utøya und acht in Oslo forderte. In einer Welt mit immer mehr antidemokratischen Führern sei es wichtig zu versuchen, diejenigen zu entlarven, die vielleicht die gefährlichsten von allen sind, so der Regisseur, und nennt explizit die ideologisch Getriebenen.
Der Film ist von den Tagebucheinträgen von Peder Olsen und seiner Frau Heidi inspiriert. Poppe hatte von Olsens Sohn im Rahmen seiner Recherchen ein Tagebuch des Priesters überlassen bekommen und es Historikern zur Überprüfung der Echtheit vorgelegt. Nach Aussagen des Regisseurs hatte er dies als eine Gelegenheit gesehen, „tiefer in Quislings Kopf zu blicken“ verbunden mit der Frage, ob solche Männer Reue zeigen können. Das Drehbuch schrieben Anna Bache-Wiig, Siv Rajendram Eliassen und Ravn Lanesskog. Bache-Wiig und Eliassen schrieben auch das Drehbuch für Poppes letzten Film Utvandrarna. Lanesskog war in der Vergangenheit für Filme wie The Last King – Der Erbe des Königs von Nils Gaup tätig.

### Besetzung und Dreharbeiten
Gard B. Eidsvold, bekannt aus norwegischen Filmen wie Espen und die Legende vom Bergkönig und Troll, verkörpert in der Titelrolle Vidkun Quisling. Es handelt sich um seine erste Hauptrolle in einem Film. Überwiegend ist er als Theaterschauspieler tätig. Sein Vater war im wahren Leben ein Opfer des Quisling-Regimes. Die Schwedin Lisa Carlehed spielt seine ukrainische Ehefrau Maria Quisling. Anders Danielsen Lie, der in 22. Juli den rechtsterroristischen Massenmörder Anders Behring Breivik verkörperte und hiernach in Hauptrollen in Filmen wie Der schlimmste Mensch der Welt und Håndtering av udøde spielte, ist in der Rolle von Peder Olsen zu sehen, einem Priester, der Quisling in seinen letzten Lebensmonaten seelischen Beistand leistet. Lisa Loven Kongsli spielt dessen Ehefrau Heidi. Øyvind Brandtzæg spielt Henrik Bergh, den Anwalt am Obersten Gerichtshof Norwegens, der Quisling in seinem Hochverratsprozess verteidigt. Hans Rønningen spielt den Staatsanwalt Annæus Schødt. Weitere Rollen wurden mit Lasse Kolsrud als Bischof Berggrav, der Peder Olsen bittet, Quisling seelischen Beistand zu leisten, Arthur Hakalahti als dessen junger Gefängniswärter Arvid und der Singer-Songwriter Stein Torleif Bjella als ein Zeuge in seinem Prozess besetzt. Benjamin L. Røsler ist in der Rolle des Konzentrationslager-Überlebenden Dr. Leo Eitinger zu sehen, der hier von den etwa 1.000 deportierten Juden Norwegens berichtet.
Die Dreharbeiten begannen Ende September 2022. Als Kameramann fungierte der Schwede Jonas Alarik, der zuletzt für den Film Operation Schwarze Krabbe tätig war.

### Filmmusik und Veröffentlichung
Die Filmmusik komponierte der Däne Jonas Colstrup. Er war zuletzt für Filme wie Tiger von Ronnie Sandahl und Das Gullspång Geheimnis von Maria Fredriksson tätig. Das Soundtrack-Album mit insgesamt 16 Musikstücken, darunter mehrere Aufnahmen mit dem Budapest Art Orchestra, wurde Mitte August 2024 von Aroona als Download veröffentlicht.
Die Weltpremiere des Films fand am 18. August 2024 beim Norwegischen Filmfestival in Haugesund statt. Im September 2024 wurde er beim Toronto International Film Festival gezeigt. Der Kinostart in Norwegen war am 13. September 2024. Mitte September 2024 wurde der Film auch beim Camden International Film Festival vorgestellt. Im Januar 2025 wurde Quisling – The Final Days beim Palm Springs International Film Festival gezeigt. Ende Juli, Anfang August 2025 sind Vorstellungen beim Hurtigruten Scandinavian Film Festival geplant.

## Rezeption

### Kritiken

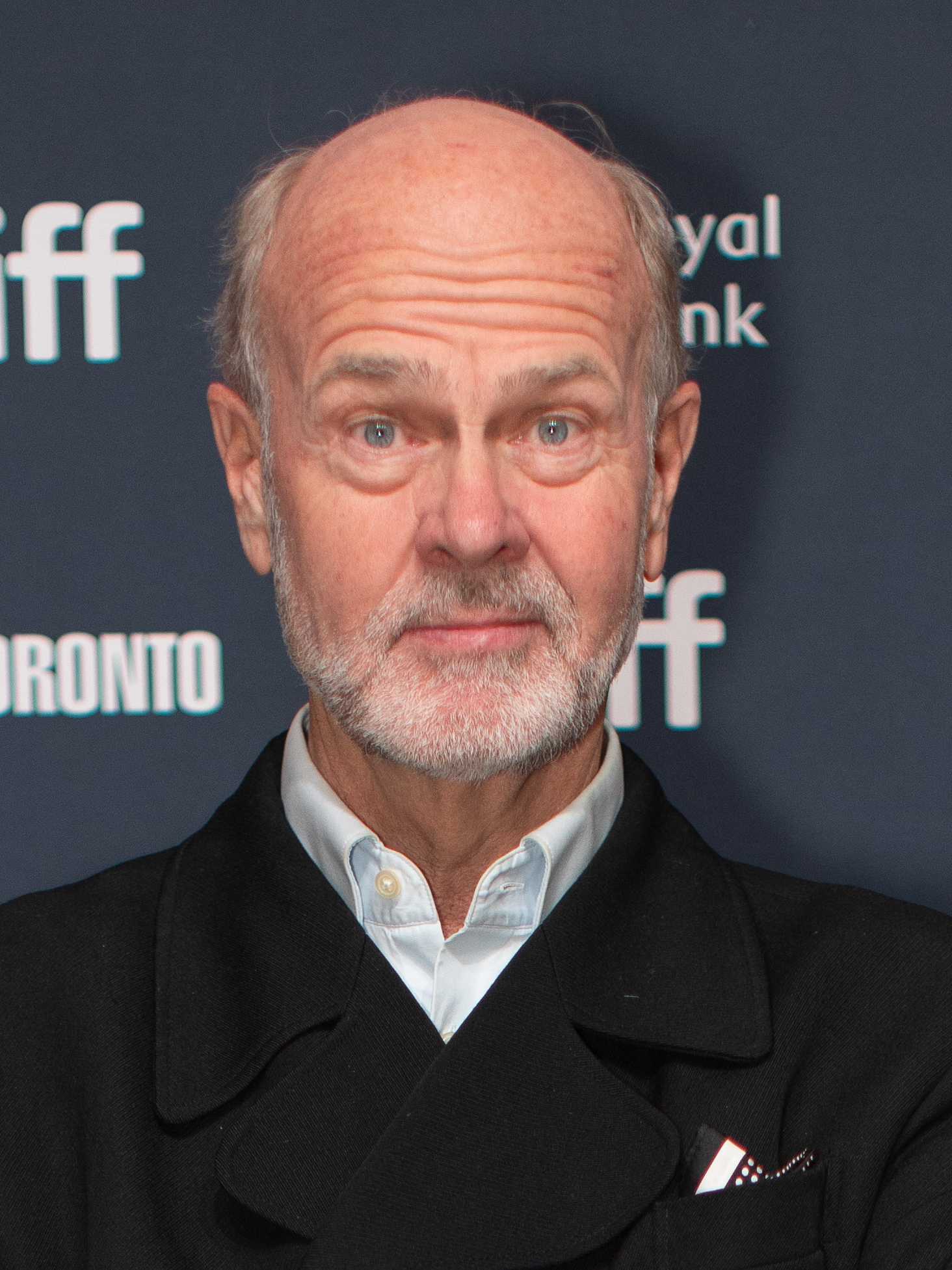
Regisseur Erik Poppe

Alissa Simon schreibt in ihrer Kritik für Variety, angesichts der Tatsache, dass Vidkun Quisling aus einer Familie stammt, in der die letzten vier Generationen Geistliche waren, würden seine Gespräche mit Peder Olsen faszinierende philosophische Duelle zum Verständnis des Neuen Testaments bieten. Trotz viel Dialog sorgten Erik Poppe und sein Team dafür, dass das Seherlebnis filmisch spannend bleibe. Der Film verzichte auf Sepia oder kalte Blautöne, die viele Regisseure für Historienfilme verwenden, und biete stattdessen eine visuell reiche Palette von Grün- und Rottönen, die den Schauplätzen vollkommen angemessen erscheinen. Die Nahaufnahmen des schwedischen Kameramanns Jonas Alarik würden Quisling in dunklen, engen Räumen einfangen, als würden die Wände buchstäblich auf ihn zukommen. Unterdessen erzeuge die spannungserzeugende Filmmusik von Jonas Colstrup das destabilisierende Gefühl einer Welt, die untergeht.

### Auszeichnungen
Amanda 2025
- Nominierung für die Beste Hauptrolle (Gard B. Eidsvold)
- Nominierung für das Beste Szenenbild (Pia Wallin)
- Nominierung für das Beste Make-Up (Eros Codinas)
- Auszeichnung für die Besten Kostüme (Karen Fabritius Gram)[15]

Den norske filmfestivalen 2024
- Nominierung im Hauptwettbewerb[16]